# آرثر جي. فينكلستاين
آرثر جي. فينكلستاين هو سياسي أمريكي، ولد في 18 مايو 1945 في نيويورك في الولايات المتحدة، وتوفي في 18 أغسطس 2017 في Ipswich, Massachusetts ‏ في الولايات المتحدة بسبب سرطان الرئة. نشط حزبياً في الحزب الجمهوري.